# El Mezquite de Hernández
El Mezquite de Hernández är en ort i Mexiko.   Den ligger i kommunen Penjamillo och delstaten Michoacán de Ocampo, i den centrala delen av landet, 300 km väster om huvudstaden Mexico City. El Mezquite de Hernández ligger 1 680 meter över havet och antalet invånare är 101.
Terrängen runt El Mezquite de Hernández är kuperad åt sydväst, men åt nordost är den platt. Runt El Mezquite de Hernández är det ganska tätbefolkat, med 54 invånare per kvadratkilometer. Närmaste större samhälle är La Piedad Cavadas, 19,7 km norr om El Mezquite de Hernández. I omgivningarna runt El Mezquite de Hernández växer huvudsakligen savannskog.